# Gaceta de Lima
La Gaceta de Lima fue un noticiero mensual de Europa y América, este apareció inicialmente en 1715 como dependiente del Diario y las Noticias de Europa. Posteriormente fue independizado bajo su propio nombre en 1743 como informativo del virreinato del Perú hasta su cierre en 1793, aunque su última publicación se registró en 1801.
Fue el primer periódico de Lima, inicialmente una republicación de la Gaceta de Madrid, a pesar de su irregularidad como medio ante la censura del Imperio español. Además que solo se conservan registros de noticias posteriores a 1722.
Antes de su cierre, en 1790 surge el primer diario como tal: Diario Curioso, Erudito, Económico y Comercial, publicado por Jaime Bausate y Mesa; y el 2 de enero de 1791, el Mercurio Peruano, órgano bisemanal de la Sociedad Amantes del País, que cumplió un papel decisivo como movimiento independista para la independencia del Perú.
Con la llegada a la vida republicana muchos periódicos y revistas se han sucedido aportando su influencia en el desarrollo nacional. Entre los más importantes se mencionan a El Comercio (1839) y La Prensa (1903-1984).